# Vade retro Satana
La locuzione latina Vade retro Satana, tradotta letteralmente, significa "Arretra, Satana", oppure "Vai indietro, Satana",  "Torna indietro, Satana".

## Origine
Si tratta di un versetto biblico secondo la traduzione latina detta Vulgata. Pietro apostolo cerca di opporsi a Gesù quando questi annuncia che avrebbe dovuto essere ucciso, e Gesù subito risponde a Pietro apostrofandolo duramente con queste parole, in cui l'appellativo "Satana" si riferisce proprio a Pietro. Il testo latino dei versetti in questione è il seguente:
- vangelo di Matteo 16,23[1]: "vade post me Satana";
- vangelo di Marco 8,33[2]: "vade retro me Satana".

Dal tenore verbale del testo (vade post me, vade retro me) si evince che Gesù sta invitando Pietro a tornare dietro, a rimettersi dietro di lui, nella posizione del discepolo che segue (anche fisicamente) i passi del maestro, senza permettersi di precederlo, di mettersi davanti a lui, di insegnare al proprio maestro. La parola Satana indica che la reazione di Pietro e le sue parole erano del tutto opposte alla volontà di Dio, volontà che Gesù, Parola di Dio incarnata, doveva compiere, e lo mettevano quindi fuori dai disegni divini.
Questa espressione deve la sua fama soprattutto dall'essere stata inserita in una formula di esorcismo.
Vade retro satana / Nunquam suade mihi vana

Sunt mala quae libas / Ipse venena bibas»
retrocedi, Satana / non esortarmi alle cose vane,

le cose che offri sono cattive / bevi tu stesso i veleni.»
In seguito l'espressione è diventata quasi un proverbio con cui si vuole intimare ad una entità maligna di ritirarsi. Viene usata durante l'esorcismo.

## Nella cultura di massa
- Nel film Sballato, gasato, completamente fuso, Diego Abatantuono parodia la locuzione Vade retro, Satana pronunciando la famosa citazione "Vade retro, Saragat!", dal suono simile, ma con il cognome dell'ex presidente della Repubblica Giuseppe Saragat.